# Pabellón Hanns Martin Schleyer

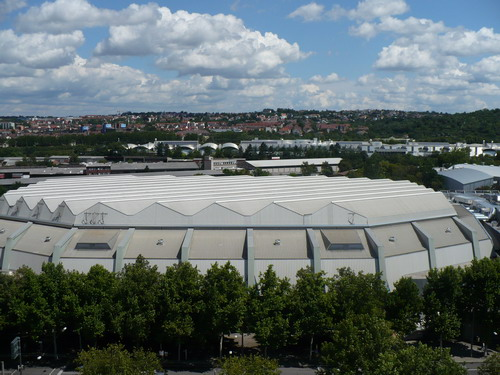
El Pabellón Hanns Martin Schleyer

El Pabellón Hanns Martin Schleyer (en alemán, Hanns-Martin-Schleyer-Halle) es una pabellón deportivo techado ubicado en Stuttgart, Alemania. La capacidad del pabellón es de 15 500 personas. Fue inaugurado en 1983.
La banda de rock británica Queen se presentó en la arena durante su gira The Works Tour en 1984, al igual que la cantante colombiana Shakira en 2007 durante el Tour Fijación Oral, y también la estrella pop Christina Aguilera durante su tour Stripped World Tour. 
El estadio fue sede de la fase final del Campeonato de Europa de baloncesto de 1985. En el estadio se celebraron algunos de los partidos del Gran Premio de Tenis de Porsche, en una cancha de tierra batida. También recibió el Stuttgart Masters cuando era un evento ATP Super 9 entre 1996 y 2001. La arena también se utiliza como velódromo y fue utilizado como sede del Campeonato Mundial de Ciclismo de 2003.
- Datos: Q648057
- Multimedia: Hanns-Martin-Schleyer-Halle / Q648057